# Nazionale femminile di calcio di Trinidad e Tobago
La nazionale di calcio femminile di Trinidad e Tobago è la rappresentativa calcistica femminile internazionale di Trinidad e Tobago, gestita dalla locale federazione calcistica (TTFA).
In base alla classifica emessa dalla FIFA il 15 marzo 2024, la nazionale femminile occupa il 77º posto del FIFA/Coca-Cola Women's World Ranking.
Come membro della Caribbean Football Union (CFU) e della CONCACAF, partecipa a vari tornei di calcio internazionali, come al Campionato mondiale FIFA, alla CONCACAF Women's Championship, ai Giochi olimpici estivi, ai Giochi panamericani, e ai tornei a invito.
Il miglior risultato conseguito dalla nazionale femminile è rappresentato dal terzo posto alla CONCACAF Women's Championship 1991.

## Storia

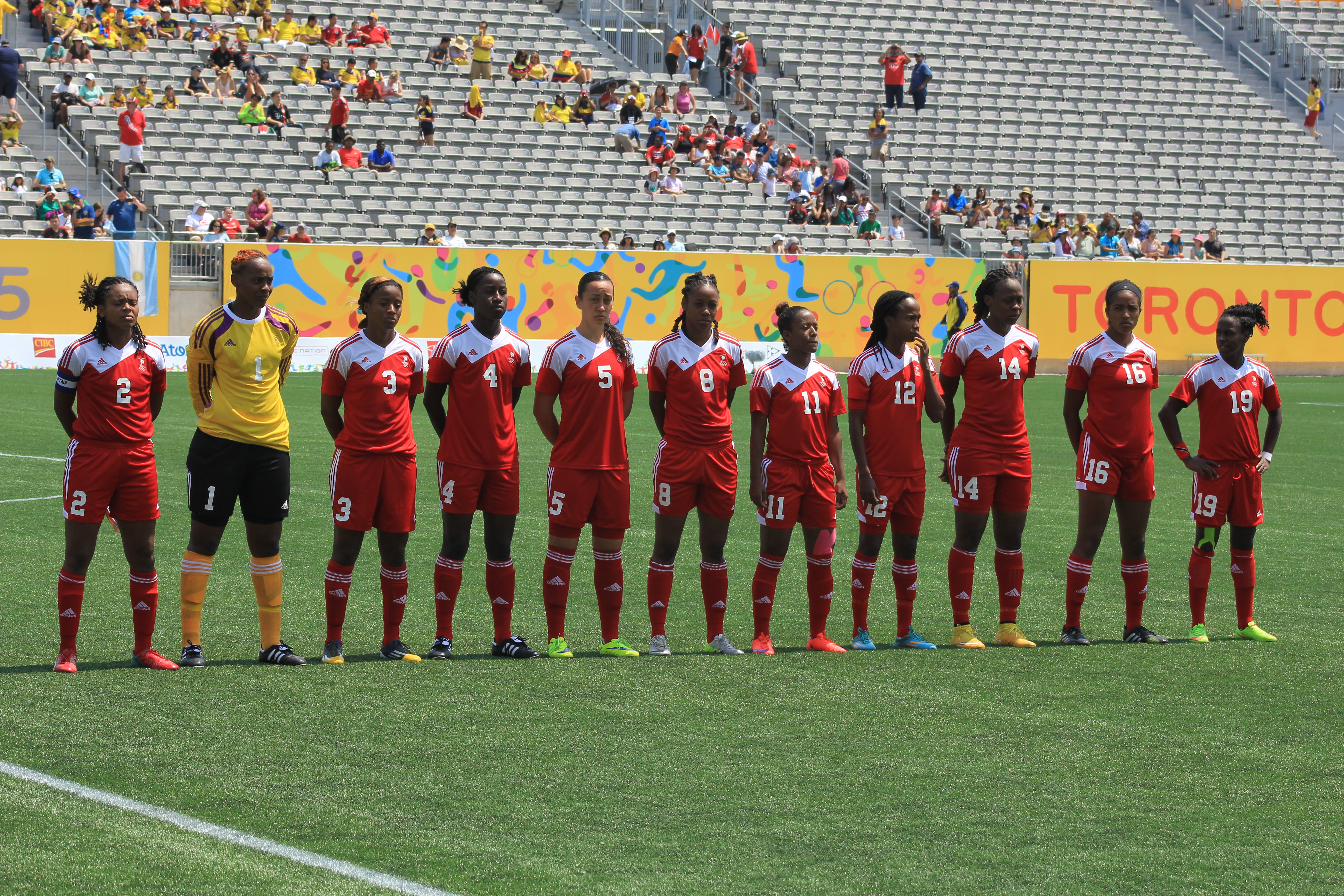
Formazione della nazionale ai giochi panamericani 2015.

La nazionale femminile di Trinidad e Tobago prese parte alla CONCACAF Women's Championship 1991, prima edizione della massima competizione organizzata dalla CONCACAF. Superata la fase a gruppi come seconda classificata alle spalle degli Stati Uniti, perse la semifinale contro il Canada; vinse, poi, la finalina contro le padrone di casa di Haiti per 4-2, concludendo il torneo al terzo posto. Nelle due successive edizioni, che vennero disputate come girone unico visto il ridotto numero di squadre partecipanti, concluse al quarto posto. L'edizione 2006 venne, invece, organizzata come torneo a eliminazione diretta e la nazionale trinidadiana venne sconfitta ed eliminata dal Messico già al primo turno.
Nell'agosto 2014 vinse l'edizione inaugurale della Coppa dei Caraibi femminile dopo aver battuto la Giamaica in finale per 1-0. Nel CONCACAF Women's Championship 2014 tornò a superare la fase a gironi, grazie al secondo posto nel gruppo A ancora alle spalle degli Stati Uniti e dopo aver sconfitto Haiti e Guatemala. In semifinale perse dopo i tiri di rigore contro la Costa Rica, perdendo poi anche la finale per il terzo posto contro il Messico dopo i tempi supplementari. Nonostante la sconfitta, la nazionale trinidadiana guadagnò l'accesso allo spareggio per un posto al campionato mondiale 2015 contro l'Ecuador, terzo classificato nella Copa América Femenina 2014. La gara d'andata dello spareggio, giocata a Quito, si concluse sullo 0-0, mentre nel ritorno a Port of Spain le ecuadoriane vinsero per 1-0, grazie a un rete nei minuti di recupero del secondo tempo, e la nazionale di Trinidad e Tobago mancò la prima storica qualificazione al campionato mondiale. Nelle successive due edizioni della CONCACAF Women's Championship non riuscì a superare la fase a gruppi.

## Partecipazione ai tornei internazionali
Legenda: Grassetto: Risultato migliore, Corsivo: Mancate partecipazioni

## Palmarès
- Coppa dei Caraibi femminile: 1

2014